# Hugh Zachary
Pour les articles homonymes, voir Hugh et Zachary.
Hugh Zachary, né le 12 janvier 1928 dans l'État d'Oklahoma et mort le 5 septembre 2016 à Winter Springs (Floride), est un écrivain américain de fiction.